# Fundacja Narodowe Centrum Studiów Strategicznych
Fundacja Narodowe Centrum Studiów Strategicznych (NCSS) – polska fundacja z siedzibą w Warszawie zajmująca się tematyką wojskowości i obronności, założona w 2013 przez Tomasza Szatkowskiego i Jacka Kotasa.  

## Historia
W 2013 zarejestrowana przez Tomasza Szatkowskiego i Jacka Kotasa. Szatkowski był jej pierwszym prezesem, w 2015 na tym stanowisku zastąpił go Kotas.  
Zgodnie z zapisami statutu zajmuje się głównie kwestiami planowania obronnego oraz inwestycji w zdolności obronne Sił Zbrojnych RP, polityką zbrojeniową państwa, polityką dotyczącą strategicznych gałęzi przemysłu i infrastruktury, a także reformami instytucji sektora bezpieczeństwa RP. W spektrum zainteresowań fundacji pozostaje także współpraca z najważniejszymi partnerami zagranicznymi Polski w sferze bezpieczeństwa, w tym zwłaszcza w ramach NATO i Unii Europejskiej. Zadaniem Narodowego Centrum Studiów Strategicznych jest również rozwój myśli strategicznej w Rzeczypospolitej Polskiej. Służy temu działalność analityczna, naukowa, wydawnicza oraz edukacyjna. Fundacja przekonuje, że w swojej działalności badawczej współpracuje z najlepszymi ośrodkami eksperckimi w kraju i za granicą.
W latach 2013–2015 ekspertem oraz członkiem rady NCSS był Jacek Bartosiak.
Identyczną nazwę miał podmiot, który był tworzony od 2003 roku przez rząd Leszka Millera pod kierunkiem Lecha Nikolskiego. Zgodnie z tak zwanym drugim exposé Millera NCSS miało zastąpić Rządowe Centrum Studiów Strategicznych i być apolitycznym ośrodkiem doradczym i prognostycznym. Projekt ustawy o Narodowym Centrum Studiów Strategicznych ostatecznie nie wszedł w życie.

## Władze

### Zarząd
- Tomasz Szatkowski, prezes zarządu (2013–2015)[5]
- Jacek Kotas, prezes zarządu (od 2015)[5]

### Rada Fundacji
- Jacek Kotas (od 2015)[5]
- Dariusz Lasocki (2015–2017)[5]
- Jakub Opara (od 2015)[5]
- Tomasz Snażyk (2017)[5]
- Tomasz Szatkowski (od 2015)[5]
- Rafał Tondys (od 2017)[5]